# Mistrzostwa Europy w Lekkoatletyce 2014 – sztafeta 4 × 400 m mężczyzn
Sztafeta 4 × 400 metrów mężczyzn – jedna z konkurencji biegowych rozegranych podczas lekkoatletycznych mistrzostw Europy w Zurychu.
Tytułu mistrzowskiego z poprzednich mistrzostw broniła reprezentacja Belgii.

## Terminarz
| Data        | Godzina |            |
| ----------- | ------- | ---------- |
| 16 sierpnia | 16:48   | Eliminacje |
| 17 sierpnia | 15:42   | Finał      |

## Rekordy
Tabela prezentuje rekord świata, rekord Europy, najlepsze osiągnięcie na Starym Kontynencie, a także najlepszy rezultat na świecie w sezonie 2014 przed rozpoczęciem mistrzostw.
|                          | Zawodnik                                                                     | Wynik   | Miejsce   | Data                  |
| ------------------------ | ---------------------------------------------------------------------------- | ------- | --------- | --------------------- |
| Rekord świata            | Stany Zjednoczone Andrew Valmon Quincy Watts Butch Reynolds Michael Johnson  | 2:54,29 | Stuttgart | 22 sierpnia 1993(dts) |
| Listy światowe           | Stany Zjednoczone David Verburg Tony McQuay Christian Taylor LaShawn Merritt | 2:57,25 | Nassau    | 25 maja 2014(dts)     |
| Rekord mistrzostw Europy | Wielka Brytania Paul Sanders Kriss Akabusi John Regis Roger Black            | 2:58,22 | Split     | 1 września 1990(dts)  |
| Rekord Europy            | Wielka Brytania Iwan Thomas Jamie Baulch Mark Richardson Roger Black         | 2:56,60 | Atlanta   | 3 sierpnia 1996(dts)  |

## Rezultaty

### Eliminacje
| Poz. | Bieg | Tor | Reprezentacja   | Zawodnicy                                                              | Czas    | Uwagi |
| ---- | ---- | --- | --------------- | ---------------------------------------------------------------------- | ------- | ----- |
| 1.   | 1    | 1   | Wielka Brytania | Nigel Levine, Michael Bingham, Rabah Yousif, Martyn Rooney             | 3:00,65 | Q     |
| 2.   | 1    | 1   | Francja         | Mame-Ibra Anne, Teddy Venel, Mamoudou Hanne, Thomas Jordier            | 3:00,80 | Q, SB |
| 3.   | 1    | 3   | Niemcy          | Thomas Schneider, Miguel Rigau, David Gollnow, Jonas Plass             | 3:02,41 | Q, SB |
| 4.   | 2    | 4   | Rosja           | Nikita Ugłow, Pawieł Iwaszko, Pawieł Trienichin, Władimir Krasnow      | 3:03,19 | Q     |
| 5.   | 2    | 5   | Polska          | Michał Pietrzak, Kacper Kozłowski, Andrzej Jaros, Rafał Omelko         | 3:03,52 | Q, SB |
| 6.   | 2    | 2   | Irlandia        | Brian Gregan, Brian Murphy, Richard Morrissey, Thomas Barr             | 3:03,57 | Q, NR |
| 7.   | 2    | 7   | Belgia          | Julien Watrin, Antoine Gillet, Michaël Bultheel, Kevin Borlée          | 3:03,83 | q     |
| 8.   | 1    | 4   | Czechy          | Jan Tesař, Daniel Němeček, Michal Desenský, Patrik Šorm                | 3:04,07 | q, SB |
| 9.   | 2    | 8   | Hiszpania       | Pau Fradera, Samuel García, Lucas Bua, Mark Ujakpor                    | 3:04,68 | SB    |
| 10.  | 1    | 2   | Włochy          | Davide Re, Michele Tricca, Lorenzo Valentini, Matteo Galvan            | 3:04,74 | SB    |
| 11.  | 1    | 7   | Holandia        | Bjorn Blauwhof, Terrence Agard, Obed Martis, Liemarvin Bonevacia       | 3:05,93 |       |
| 12.  | 2    | 3   | Turcja          | Batuhan Altıntaş, Halit Kiliç, İlham Tanui Özbilen, Yavuz Can          | 3:07,68 |       |
| 13.  | 1    | 8   | Dania           | Festus Asante, Andreas Bube, Nick Ekelund-Arenander, Nicklas Hyde      | 3:08,12 |       |
| 14.  | 2    | 6   | Szwajcaria      | Silvan Lutz, Daniele Angelella, Philipp Weissenberger, Johannes Wagner | 3:08,63 | SB    |
| 15.  | 2    | 1   | Chorwacja       | Staša Vrhovec, Mateo Kovačić, Yann Eloi Senjarićr, Mateo Ružić         | 3:12,73 |       |
| 16 ! | 1    | 6   | Ukraina         | Witalij Butrym, Jewhen Hucoł, Danyło Danyłenko, Wołodymyr Burakow      | DSQ     |       |

### Finał
| Poz. | Tor | Reprezentacja   | Zawodniczy                                                        | Czas    | Uwagi |
| ---- | --- | --------------- | ----------------------------------------------------------------- | ------- | ----- |
| 01 ! | 5   | Wielka Brytania | Nigel Levine, Michael Bingham, Rabah Yousif, Martyn Rooney        | 2:58,79 | EL    |
| DSQ  | 3   | Rosja           | Nikita Ugłow, Pawieł Iwaszko, Pawieł Trienichin, Władimir Krasnow | 2:59,38 | SB    |
| 02 ! | 4   | Polska          | Rafał Omelko, Kacper Kozłowski, Łukasz Krawczuk, Jakub Krzewina   | 2:59.85 | SB    |
| 03 ! | 6   | Francja         | Mame-Ibra Anne, Teddy Venel, Mamoudou Hanne, Thomas Jordier       | 2:59.89 | SB    |
| 4.   | 8   | Irlandia        | Brian Gregan, Brian Murphy, Richard Morrissey, Thomas Barr        | 3:01.67 | NR    |
| 5.   | 7   | Niemcy          | Thomas Schneider, Miguel Rigau, David Gollnow, Jonas Plass        | 3:01.70 | SB    |
| 6.   | 2   | Belgia          | Julien Watrin, Antoine Gillet, Michaël Bultheel, Kevin Borlée     | 3:02,60 | SB    |
| 7.   | 1   | Czechy          | Jan Tesař, Daniel Němeček, Michal Desenský, Patrik Šorm           | 3:04,56 |       |